# Society for Anglo-Chinese Understanding
La Society for Anglo-Chinese Understanding (SACU) est une organisation créée en 1965 pour promouvoir la compréhension et l'amitié entre les Britanniques et les Chinois. L'organisation n'a pas d'affiliation politique et est ouverte aux personnes qui s'intéressent à la Chine et à ses peuples. Il s'agit d'un organisme de bienfaisance enregistré qui opère avec des succursales dans différentes régions du pays.
Dans les années 1970, la SACU offrait un point de contact avec la République populaire de Chine (RPC) : elle fournissait des informations à une époque où il y avait peu d'autres sources disponibles et était l'une des rares organisations à pouvoir organiser des visites. Le premier président de l'organisation était le scientifique et sinologue, Joseph Needham, membre de la Royal Society, président du Gonville and Caius College de Cambridge.

## Histoire

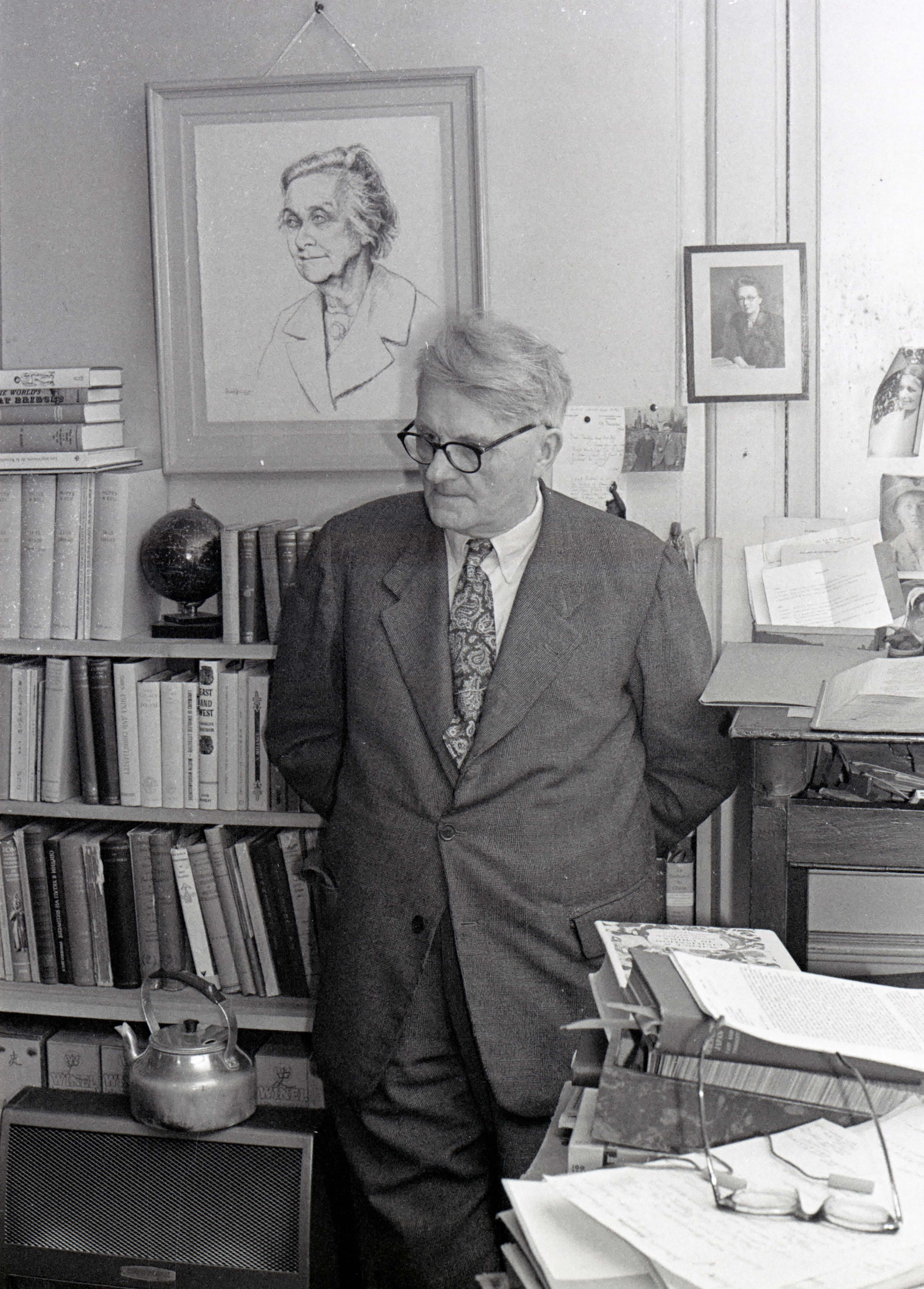
Joseph Needham, premier président de la SACU, photographié en 1965

La SACU a pour but d'informer le public britannique sur la Chine à une époque où le pays est isolé au niveau international, non reconnu par les États-Unis et dans une scission croissante avec l'Union soviétique. Alors que le gouvernement britannique a ouvert des relations diplomatiques avec la République populaire de Chine en 1954, il soutient les États-Unis dans leur opposition à l'adhésion de la Chine aux Nations unies.
Pour les membres fondateurs de la SACU, c'est « une condition nécessaire de notre compréhension des affaires du monde que nous fassions connaître le point de vue chinois sur toutes sortes de questions, politiques comme culturelles ».
Depuis 1949, la Britain-China Friendship Association (BCFA) fournit des informations au public britannique sur la politique en Chine. L'organisation a des liens étroits avec le Parti communiste de Grande-Bretagne. Au cours du conflit sino-soviétique du début des années 1960, Needham estime que la BCFA ne parvient pas à faire passer le point de vue chinois. Il démissionne de la présidence créer une nouvelle organisation. Il est rejoint par d'autres membres éminents de la BCFA, Joan Robinson, professeur d'économie à Cambridge, Derek Bryan, ancien diplomate britannique, et des hommes d'affaires qui ont participé à la « mission Ice Breaker » pour ouvrir le commerce avec la Chine dans les années 1950.
Ils cherchent à établir un mouvement plus large pour favoriser l'amitié avec la Chine non seulement dans les cercles politiques mais aussi culturels et universitaires. Ils obtiennent le soutien de plus de 200 mécènes prestigieux issus des arts, des sciences, des universités et de la vie publique, dont huit députés des trois partis, notamment Jeremy Thorpe et Andrew Faulds, cofondateurs du groupe parlementaire Grande-Bretagne Chine en 1968 ; cinq évêques et autres personnalités religieuses de premier plan ; et parmi les syndicats, Ernie Roberts, secrétaire général adjoint de l'AEU. La SACU « a puisé dans un profond puits d'intérêt pour la culture chinoise et de sympathie pour l'isolement international de la Chine qui s'étendait au-delà de la gauche britannique ». Dans une lettre annonçant son inauguration, Trevor-Roper, en collaboration avec l'historien Arnold J. Toynbee et le compositeur Benjamin Britten, déclare : « Cette société est en cours de formation pour favoriser la compréhension mutuelle entre la Grande-Bretagne et la Chine dans de nombreux domaines différents ».
Le 15 mai 1965, la Society for Anglo-Chinese Understanding tient sa réunion inaugurale à Church House, Westminster, à laquelle assistent plus de 1 000 personnes. Needham, le premier président de l'organisation, prononce un discours dont le point principal est que les Britanniques et les Chinois doivent mieux se connaître. Cependant, comme la Chine n'est pas simplement un pays différent, mais une civilisation fondamentalement différente, cela nécessite un « véritable effort de compréhension ». Avoir un état d'esprit amical pour commencer est selon lui « essentiel à l'objectif de mieux connaître la Chine et la réalisation de cet objectif serait une grande contribution au développement de la paix mondiale et de la compréhension internationale ».

### 1965 à 1980
Selon le secrétaire fondateur de la SACU, l'ancien diplomate britannique Derek Bryan, si l'inauguration est une grande occasion, il n'est « pas facile de garder le cap ». Peu de temps après la création de la SACU, avec l'escalade de la guerre du Vietnam, la situation internationale se détériore. La Chine démarre en même temps la Révolution culturelle. Cette situation est difficile pour l'organisation. L'historien Hugh Trevor-Roper, l'un des membres fondateurs, démissionne en juin 1966 face à la réprobation de membres pour avoir critiqué la Révolution culturelle dans le Sunday Times, dans un article intitulé « L'esprit malade de la Chine ».
Malgré des débuts compliqués, comme le rapporte Bryan, « ... les réalisations de la SACU ont été à la fois [...] nombreuses et [...] importantes ». Presque toutes les activités principales de la société commencent dès la première année. Parmi elles : des réunions publiques, des projections de films, des réunions de discussion, des cours de chinois, un panel de conférenciers, un service d'information, un comité syndical et des succursales dans tout le pays. Un bulletin régulier, SACU News, publie des rapports sur les rassemblements de la Garde rouge. L'Institut d'éducation anglo-chinois (ACEI) est créé pour établir une bibliothèque, publier des brochures et organiser des cours le week-end.
Alors que les relations de la Grande-Bretagne avec la Chine se détériorent et que la suspicion et l'hostilité envers la Chine augmentent, la SACU évolue en 1967 vers une position politique plus engagée pour « défendre ouvertement le cas de la Chine » et pour « contrer la propagande, la distorsion et les fausses déclarations dans la presse visant à conditionner l'esprit des gens à une image de la Chine comme une menace mondiale ». De nombreux membres fondateurs quittent l'organisation, mais le nombre de membres augmente à mesure que la SACU attire des jeunes opposés à la guerre du Vietnam et intéressés par la « voie socialiste » de la Chine et la pensée de Mao Zedong.
Le magazine de la SACU, China Now, apparaît pour la première fois en mai 1970 dans le but de fournir une discussion plus approfondie à un public occidental. La chaîne de télévision SACU Tours débute la même année, offrant aux Britanniques le moyen de voir la RPC de leurs propres yeux.
Au début des années 1970, alors que la SACU s'institutionnalise, le ministère des Affaires étrangères se dit préoccupé par le fait que l'organisation « gagne du terrain ». À la suite de l'amélioration des relations sino-britanniques après 1972, le ministère des Affaires étrangères commence à parrainer et à financer directement le Great Britain China Center pour « agir comme une organisation faîtière réunissant les divers organismes non officiels ». La SACU n'est pas invitée à rejoindre le comité exécutif de l'organisation.
Néanmoins, la SACU continue d'attirer des membres car elle propose des discussions sur les changements de politique en Chine, notamment sur la fin de la Révolution culturelle et la réforme des années 1980.L'ouverture de la Chine suscite un intérêt public et la SACU, grâce à ses liens avec l'Association du peuple chinois pour l'amitié avec les pays étrangers, peut proposer de nouveaux circuits touristiques, formant sa propre agence de voyage professionnelle. En 1985, la SACU affirme avoir eu plus de 10 000 membres. Les journalistes du Guardian John Gittings, David Attenborough et Iris Murdoch ont visité la Chine via la SACU. Peter Hain et Chris Mullin, qui deviendront plus tard des députés travaillistes, ont tous deux contribué à China Now.
Pendant les années de la Révolution culturelle, la SACU est parfois vue comme étant « sans critique maoïste ». Derek Bryan admet plus tard que durant cette période la SACU est parfois dans l'erreur. Néanmoins, au cours de ses 25 premières années d'existence, la SACU a joué un rôle important dans la stimulation de l'intérêt et la fourniture d'informations régulières sur la Chine et le peuple chinois. 155 numéros China Now sont publiés ; la bibliothèque de l'ACEI rassemble plus de 3 000 livres et de nombreuses coupures de presse ; les branches de la SACU sont actives dans la promotion des jumelages de villes, par exemple à Cheltenham et Birmingham, et dans le développement de liens avec les communautés chinoises locales ; et le groupe d'éducateurs de la SACU développe du matériel pédagogique et soutient les liens avec les écoles.

### 1980 à nos jours

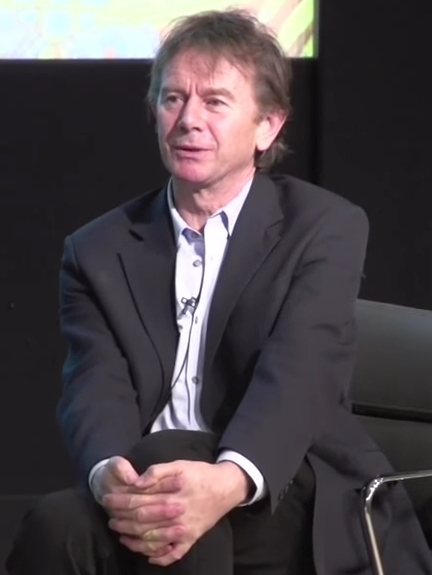
Michael Wood, président de la SACU depuis janvier 2020

À la fin des années 1980, l'agence de voyage de la SACU fait face à la concurrence croissante de la part des principales agences de voyages commerciales. D'autres institutions organisent désormais leurs propres activités culturelles chinoises. Les difficultés sont aggravées par des désaccords sur les objectifs, à la suite de la répression des manifestations pro-démocratie sur la place Tiananmen en 1989. Le nombre de membres commence à décliner.
La SACU a étendu sa présence au Royaume-Uni grâce à une variété de partenariats et avec des activités à Cambridge, Manchester et Humberside ainsi qu'à Londres. Parallèlement, elle a développé des liens avec des organisations locales en Chine. En particulier, la SACU a mis en place un fonds d'éducation pour aider à la formation professionnelle des personnes aux méthodes d'entreprise coopérative dans les zones rurales du nord-ouest de la Chine. Le fonds est à la mémoire de George Hogg, directeur de l'école Bailie à Shandan, province du Gansu, qui y est décédé à l'âge de 30 ans en 1945.
La SACU est aujourd'hui une organisation plus petite, mais avec un nombre croissant de membres. Elle reste dépendante de ses bénévoles qui continuent de poursuivre les objectifs fondamentaux de l'organisation à travers des réunions publiques et des activités de branche. China Now a été remplacée par China in Focus (1996 - 2003) et China Eye (2004 à aujourd'hui), qui poursuit l'engagement de fournir des informations positives sur les réalisations de la Chine pour « rétablir l'équilibre du reportage occidental souvent préoccupé par les aspects négatifs ». Une tournée « Sur les traces de Joseph Needham » à la suite de l'expédition de 1943 à Dunhuang est organisée en 2013.
La SACU a célébré son 50e anniversaire en 2015 avec une conférence d'une journée au King's College de Londres. À la suite de cela, l'organisation s'est lancée dans une nouvelle période d'activisme avec une série d'événements réguliers. Parmi ceux-ci, des événements sur les BRICS (Brésil, Russie, Inde, Chine et Afrique du Sud) en 2016 et sur l'initiative "la Ceinture et la Route" en 2017.

## Sources
- "Contexte de la formation de la SACU en 1965" . Société pour la compréhension anglo-chinoise. Récupéré le 7 septembre 2010. Archivé par WebCite le 10 novembre 2010. Un extrait de Bryan, Derek (avril 1975). Oeil de Chine . Société pour la compréhension anglo-chinoise. p. 2.